# دمیتری سنیکوف
دمیتری سنیکوف (روسی: Дмитрий Александрович Сенников؛ زادهٔ ۲۴ ژوئن ۱۹۷۶) مدافع فوتبال بازنشسته اهل روسیه است.
وی همچنین در تیم ملی فوتبال روسیه بازی کرده، و همچنین در جام جهانی فوتبال ۲۰۰۲ برای این تیم به میدان رفته است.